# Thành phần cơ thể người

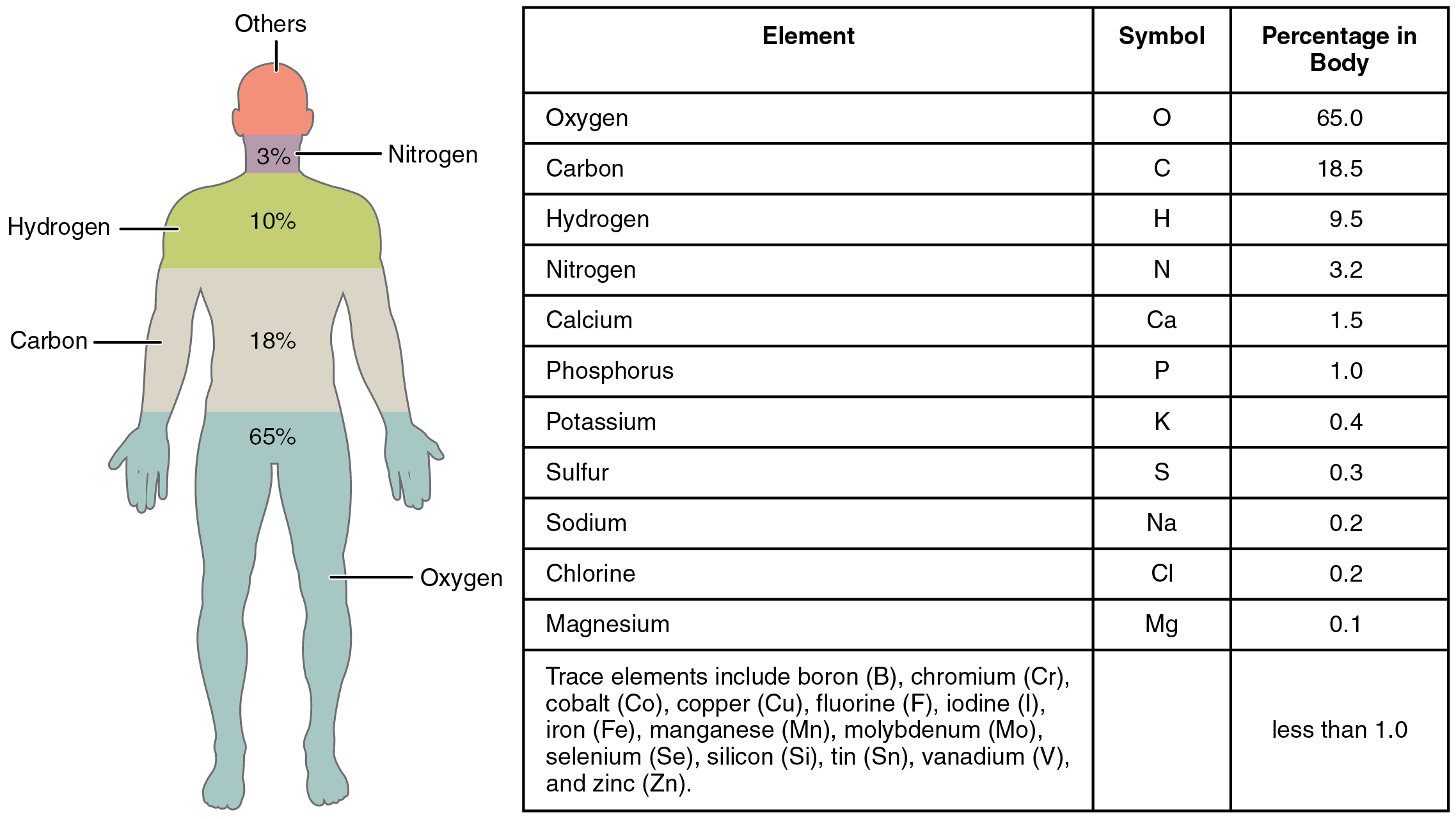
Các nguyên tố chính cấu thành cơ thể người từ phong phú nhất (theo khối lượng chứ không phải theo tỷ lệ phần nguyên tử) đến ít nhất.

Thành phần cơ thể người có thể được phân tích dưới dạng phân tử, như nước, protein, mô liên kết, chất béo (hoặc lipid), hydroxylapatite (trong xương), carbohydrate (như glycogen và glucose) và DNA. Về mặt mô, cơ thể có thể được phân tích thành nước, mỡ, cơ, xương, v.v. Về mặt tế bào, cơ thể chứa hàng trăm loại tế bào khác nhau, nhưng đặc biệt, số lượng tế bào nhiều nhất trong cơ thể người (dù không phải là khối lượng tế bào lớn nhất) không phải là tế bào người, mà là vi khuẩn cư trú trong đường tiêu hóa người bình thường

## Nguyên tố

Gần 99% khối lượng của cơ thể người được cấu thành từ sáu nguyên tố: oxy, carbon, hydro, nitơ, calci và phosphor. Chỉ có khoảng 0,85% bao gồm năm nguyên tố khác: kali, lưu huỳnh, natri, clo và magiê. Tất cả 11 nguyên tố đều cần thiết cho cuộc sống. Các nguyên tố còn lại là các nguyên tố vi lượng, trong đó hơn một tá nguyên tố dựa trên bằng chứng tốt cho thấy là cần thiết cho sự sống. Tất cả khối lượng của các nguyên tố vi lượng kết hợp lại (dưới 10 gram trong cơ thể người) không cộng thêm khối lượng magnesi, ít phổ biến nhất trong số 11 nguyên tố không vi lượng.
| Số proton | Nguyên tố | Phân số khối | Khối lượng (kg) | Phân trăm nguyên tử | Cần thiết ở người                                                      | Ảnh hưởng của sự dư thừa quá mức | Nhóm |
| --------- | --------- | ------------ | --------------- | ------------------- | ---------------------------------------------------------------------- | -------------------------------- | ---- |
| 8         | Oxy       | 0.65         | 43              | 24                  | Có (VD: nước, nhận electron)                                           | Gốc tự do oxy hóa (ROS)          | 16   |
| 6         | Carbon    | 0.18         | 16              | 12                  | Có (hợp chất hữu cơ)                                                   |                                  | 14   |
| 1         | Hydro     | 0.10         | 7               | 62                  | Có (VD: nước)                                                          |                                  | 1    |
| 7         | Nitơ      | 0.03         | 1.8             | 1.1                 | Có (VD: DNA và amino acid)                                             |                                  | 15   |
| 20        | Calci     | 0.014        | 1.0             | 0.22                | Có (VD: Calmodulin và Hydroxylapatite ở xương)                         |                                  | 2    |
| 15        | Phosphor  | 0.011        | 0.78            | 0.22                | Có (VD: DNA và phosphoryl hóa)                                         | thù hình phosphor trắng: rất độc | 15   |
| 19        | Kali      | 20×10−3      | 0.14            | 0.033               | Có (VD: Na+/K+-ATPase)                                                 |                                  | 1    |
| 16        | Lưu huỳnh | 25×10−3      | 0.14            | 0.038               | Có (VD: Cysteine, Methionine, Biotin, Thiamine)                        |                                  | 16   |
| 11        | Natri     | 15×10−3      | 0.10            | 0.037               | Có (VD: Na+/K+-ATPase)                                                 |                                  | 1    |
| 17        | Chlor     | 15×10−3      | 0.095           | 0.024               | Có (VD: Cl-transporting ATPase)                                        |                                  | 17   |
| 12        | Magie     | 500×10−6     | 0.019           | 0.0070              | Có (VD: gắn với ATP và nucleotide khác)                                |                                  | 2    |
| 26        | Sắt*      | 60×10−6      | 0.0042          | 0.00067             | Có (VD: Hemoglobin, Cytochrome)                                        |                                  | 8    |
| 9         | Fluor     | 37×10−6      | 0.0026          | 0.0012              | Có (AUS, NZ), Không (US, EU), Có thể (WHO)                             | độc với liều lớn                 | 17   |
| 30        | Kẽm       | 32×10−6      | 0.0023          | 0.00031             | Có (VD: protein ngón tay kẽm)                                          |                                  | 12   |
| 14        | Silic     | 20×10−6      | 0.0010          | 0.0058              | Có thể                                                                 |                                  | 14   |
| 37        | Rubidi    | 46×10−6      | 0.00068         | 0.000033            | Không                                                                  |                                  | 1    |
| 38        | Stronti   | 46×10−6      | 0.00032         | 0.000033            | ——                                                                     |                                  | 2    |
| 35        | Brom      | 29×10−6      | 0.00026         | 0.000030            | ——                                                                     |                                  | 17   |
| 82        | Chì       | 17×10−6      | 0.00012         | 0.0000045           | Không                                                                  | độc                              | 14   |
| 29        | Đồng      | 1×10−6       | 0.000072        | 0.0000104           | Có (VD: protein chứa đồng)                                             |                                  | 11   |
| 13        | Nhôm      | 870×10−9     | 0.000060        | 0.000015            | Không                                                                  |                                  | 13   |
| 48        | Cadmi     | 720×10−9     | 0.000050        | 0.0000045           | Không                                                                  | độc                              | 12   |
| 58        | Ceri      | 570×10−9     | 0.000040        |                     | Không                                                                  |                                  |      |
| 56        | Bari      | 310×10−9     | 0.000022        | 0.0000012           | Không                                                                  | độc với liều lượng lớn           | 2    |
| 50        | Thiếc     | 240×10−9     | 0.000020        | 60×10−7             | Không                                                                  |                                  | 14   |
| 53        | Iod       | 160×10−9     | 0.000020        | 75×10−7             | Có (VD: thyroxine, triiodothyronine)                                   |                                  | 17   |
| 22        | Titan     | 130×10−9     | 0.000020        |                     | Không                                                                  |                                  | 4    |
| 5         | Boron     | 690×10−9     | 0.000018        | 0.0000030           | Ít                                                                     |                                  | 13   |
| 34        | Seleni    | 190×10−9     | 0.000015        | 45×10−8             | Có                                                                     | độc với liều lượng lớn           | 16   |
| 28        | Nickel    | 140×10−9     | 0.000015        | 0.0000015           | Ít                                                                     | độc với liều lượng lớn           | 10   |
| 24        | Chrom     | 24×10−9      | 0.000014        | 89×10−8             | Có                                                                     |                                  | 6    |
| 25        | Mangan    | 170×10−9     | 0.000012        | 0.0000015           | Có (VD: Mn-SOD)                                                        |                                  | 7    |
| 33        | Arsen     | 260×10−9     | 0.000007        | 89×10−8             | Ít                                                                     | độc với liều lượng lớn           | 15   |
| 3         | Lithi     | 31×10−9      | 0.000007        | 0.0000015           | mật thiết trong nhiều enzyme, hormone và vitamin                       | độc với liều lượng lớn           | 1    |
| 80        | Thủy ngân | 190×10−9     | 0.000006        | 89×10−8             | Không                                                                  | độc                              | 12   |
| 55        | Caesi     | 21×10−9      | 0.000006        | 10×10−7             | Không                                                                  |                                  | 1    |
| 42        | Molybden  | 130×10−9     | 0.000005        | 45×10−8             | Có (VD: molybden oxotransferases, Xanthine oxidase và Sulfite oxidase) |                                  | 6    |
| 32        | Germani   |              | 5×10−6          |                     | Không                                                                  |                                  | 14   |
| 27        | Coban     | 21×10−9      | 0.000003        | 30×10−7             | Có (cobalamin, B12)                                                    |                                  | 9    |
| 51        | Antimon   | 110×10−9     | 0.000002        |                     | Không                                                                  | độc                              | 15   |
| 47        | Bạc       | 10×10−9      | 0.000002        |                     | Không                                                                  |                                  | 11   |
| 41        | Niobi     | 1600×10−9    | 0.0000015       |                     | Không                                                                  |                                  | 5    |
| 40        | Zirconi   | 6×10−6       | 0.000001        | 30×10−7             | Không                                                                  |                                  | 4    |
| 57        | Lanthan   | 1370×10−9    | 8×10−7          |                     | Không                                                                  |                                  |      |
| 52        | Tellur    | 120×10−9     | 7×10−7          |                     | Không                                                                  |                                  | 16   |
| 31        | Gallium   |              | 7×10−7          |                     | Không                                                                  |                                  | 13   |
| 39        | Ytri      |              | 6×10−7          |                     | Không                                                                  |                                  | 3    |
| 83        | Bismuth   |              | 5×10−7          |                     | Không                                                                  |                                  | 15   |
| 81        | Thalli    |              | 5×10−7          |                     | Không                                                                  | rất độc                          | 13   |
| 49        | Indi      |              | 4×10−7          |                     | Không                                                                  |                                  | 13   |
| 79        | Vàng      | 3×10−9       | 2×10−7          | 30×10−7             | Không                                                                  | Nhiễm độc gen ít                 | 11   |
| 21        | Scandi    |              | 2×10−7          |                     | Không                                                                  |                                  | 3    |
| 73        | Tantal    |              | 2×10−7          |                     | Không                                                                  |                                  | 5    |
| 23        | Vanadi    | 260×10−9     | 11×10−7         | 12×10−8             | Ít (yếu tố phát triển trao đổi chất ở xương)                           |                                  | 5    |
| 90        | Thori     |              | 1×10−7          |                     | Không                                                                  | độc, phóng xạ                    |      |
| 92        | Urani     |              | 1×10−7          | 30×10−9             | Không                                                                  | độc, phóng xạ                    |      |
| 62        | Samari    |              | 50×10−8         |                     | Không                                                                  |                                  |      |
| 74        | Wolfram   |              | 20×10−8         |                     | Không                                                                  |                                  | 6    |
| 4         | Berylli   |              | 36×10−8         | 45×10−8             | Không                                                                  | độc với liều lượng lớn           | 2    |
| 88        | Radi      |              | 3×10−14         | 1×10−17             | Không                                                                  | độc, phóng xạ                    | 2    |

### Bảng tuần hoàn
| H  |    |    |    |    |    |    |    |    |    |    |    |    |    |    |    |    |    | He |
| Li | Be |    |    |    |    |    |    |    |    |    |    |    | B  | C  | N  | O  | F  | Ne |
| Na | Mg |    |    |    |    |    |    |    |    |    |    |    | Al | Si | P  | S  | Cl | Ar |
| K  | Ca | Sc |    | Ti | V  | Cr | Mn | Fe | Co | Ni | Cu | Zn | Ga | Ge | As | Se | Br | Kr |
| Rb | Sr | Y  |    | Zr | Nb | Mo | Tc | Ru | Rh | Pd | Ag | Cd | In | Sn | Sb | Te | I  | Xe |
| Cs | Ba | La | *  | Hf | Ta | W  | Re | Os | Ir | Pt | Au | Hg | Tl | Pb | Bi | Po | At | Rn |
| Fr | Ra | Ac | ** | Rf | Db | Sg | Bh | Hs | Mt | Ds | Rg | Cn | Nh | Fl | Mc | Lv | Ts | Og |
|    |    |    |    |    |    |    |    |    |    |    |    |    |    |    |    |    |    |    |
|    |    |    | *  | Ce | Pr | Nd | Pm | Sm | Eu | Gd | Tb | Dy | Ho | Er | Tm | Yb | Lu |    |
|    |    |    | ** | Th | Pa | U  | Np | Pu | Am | Cm | Bk | Cf | Es | Fm | Md | No | Lr |    |

| Những nguyên tố hữu cơ cơ bản |
| Nguyên tố cần thiết |
| Nguyên tố vi lượng cần thiết |
| Nguyên tố vi lượng thiết yếu bởi Hoa Kỳ, không phải bởi Liên minh Châu Âu |
| Không có bằng chứng cho hoạt động sinh học ở động vật có vú, có thể độc hại, nhưng cần thiết ở một số sinh vật bậc thấp. (In the case of lanthanum, the definition of an essential nutrient as being indispensable and irreplaceable is not completely applicable due to the extreme similarity of the lanthanides. Thus Ce, Pr, and Nd may be substituted for La without ill effects for organisms using La, and the smaller Sm, Eu, and Gd may also be similarly substituted but cause slower growth.) |

## Phân tử
Thành phần cơ thể người được biểu thị dưới dạng hóa chất:
- Nước
- Protein – bao gồm cả lông, mô liên kết, vân vân.
- Chất béo (hoặc lipid)
- Hydroxyapatite trong xương
- Cacbohydrat như là glycogen và glucose
- DNA
- Các ion vô cơ hòa tan như natri, kali, chloride, bicacbonat, phosphat
- Chất khí như là oxy, cacbon dioxide, Nitơ oxide, hydro, cacbon monoxide, acetaldehyde, formaldehyd, methanethiol. Chúng có thể được hòa tan hoặc có mặt trong các khí ở phổi hoặc ruột. Etan và pentan được sinh ra bởi các gốc tự do oxy.
- Nhiều phân tử nhỏ khác, như amino acid, acid béo, nucleobase, nucleoside, nucleotide, vitamin, cofactor.
- Gốc tự do như superoxide, hydroxyl, và hydroperoxyl.

Thành phần cơ thể người có thể được xem xét trên quy mô nguyên tử và phân tử như trong bài viết này.
Các thành phần trong tổng phân tử ước lượng một tế bào người 20 micromet điển hình như sau:
| Phân tử                  | Phần trăm theo khối lượng | Khối lượng mol (dalton) | Số phân tử | Phần trăm |
| ------------------------ | ------------------------- | ----------------------- | ---------- | --------- |
| Nước                     | 65                        | 18                      | 174×1014   | 98.73     |
| Các hợp chất vô cơ khác  | 1.5                       | N/A                     | 131×1012   | 0.74      |
| Lipid                    | 12                        | N/A                     | 84×1011    | 0.475     |
| Các hợp chất hữu cơ khác | 0.4                       | N/A                     | 77×10      | 0.044     |
| Protein                  | 20                        | N/A                     | 19×10      | 0.011     |
| RNA                      | 1.0                       | N/A                     | 5×107      | 3×10−5    |
| DNA                      | 0.1                       | 1×1011                  | 46*        | 3×10−11   |

## Mô
Thành phần cơ thể cũng có thể được biểu hiện dưới dạng các vật chất khác nhau, như:
- Cơ (sinh học)
- Mô mỡ
- Xương và răng
- Mô thần kinh (Não và dây thần kinh)
- Nội tiết tố
- Mô liên kết
- Dịch cơ thể (Máu, bạch huyết, nước tiểu)
- Thành phần chứa trong đường tiêu hóa, bao gồm cả khí đường ruột
- Khí trong phổi
- Biểu mô

### Thành phần theo loại tế bào
Có nhiều loài vi khuẩn và các vi sinh vật khác sống trên hoặc bên trong cơ thể con người khỏe mạnh. Trên thực tế, 90% các tế bào trong (hoặc trên) cơ thể người là vi sinh vật, theo số lượng (ít hơn nhiều theo khối lượng hoặc thể tích). Một số cộng sinh này cần thiết cho sức khỏe chúng ta. Những thành phần không có ích cũng không gây hại cho con người được gọi là vi sinh vật hội sinh.